# سامي يوسف (لاعب كرة قدم)
سامي يوسف (بالدنماركية: Sammy Youssouf)‏ (7 سبتمبر 1976 في الدنمارك - ) هو لاعب كرة قدم دانمركي في مركز الهجوم. لعب مع سانت جونستون وفيدوفري وكوينز بارك رينجرز ونادي فايله ونادي فريماد أماغر ونادي فيبورج ونادي ماريتيمو ونادي روسيندال ‏ وAkademisk Boldklub ‏.

## وصلات خارجية
- سامي يوسف على موقع قاعدة بيانات كرة القدم.إي يو (الإنجليزية)